# 铁臂阿童木 (2003年动画)
《自动机器人·铁臂阿童木》（日语：アストロボーイ・鉄腕アトム）是由手塚制作公司制作在富士電視台播放的一部动画，它是根據日本漫畫家手塚治虫漫画《铁臂阿童木》的第三次动画重製版。共50話。
之前的兩部作品分別是由株式會社虫製作和手塚製作出品，本作也是索尼影视电视負責製作的第一部日本原作再製動畫。

## 概要
這是一部紀念2003年4月7日的動畫，在原作中，該天被設定阿童木的生日。因此開播日期也定為2003年4月。與原版阿童木不同的是，該作品的基礎是一部劇集，具有強烈的复古未来主义風格，故其作品調性並非如同時期的日本動漫，而更貼近於美式卡通風格。該部動畫部分情節同由美國編劇編寫。
本作的定位也相當注重天馬博士與阿童木的親子關係，因此劇中設有很多與親子關係和偽親子關係主題相關的劇集。在設定方面，也因應更加貼近客群而對家庭描繪做了顯著的改變。。然該劇以16:9的寬高比製作，但應電視台的要求以13:9寬高比播出。
擔任本作的導演小中和哉過去經常拍攝真人影視，儘管他沒有製作動漫電影的經驗，但他曾參與《怪醫黑傑克真人版》的拍攝而任命為本作的導演。小中起初對參加動畫作品感到困惑，但最後則決定參加，因為這是一個能夠將手塚代表作再度形象化的機會，並能夠包括動畫導演望月敬一郎在內的優秀工作人員的支持下進行動畫製作。日本方的許多編劇曾負責小中和哉參與的《平成超人力霸王系列》。
從第一部動畫開始就一直負責阿童木的配音的清水鞠在2003年4月6日，即第一集播出的那天放棄了阿童木的角色，因此津村真琴則接替她擔任這部作品的配音。此外，小金剛以外的重要角色的配音演員也全部更換，僅有從第一作開始負責茶水博士配音的勝田久繼續出演。
2004年，《自动机器人·铁臂阿童木》在東京國際動畫博覽會獲得東京動畫獎#2004年電視節目部門優秀作品獎。

## 登場人物
以下香港的配音員，為無綫電視翡翠台於2003年播出之粵語配音版（其後於2006年在明珠台重播）。

### 阿童木及其家人
阿童木（配音：津村真琴；台灣：許淑嬪；香港：沈小蘭）
本作的主角，是傾科學部之全力才得以完成的機器人，創造者為天馬博士，天馬博士以其的已故的兒子飛雄為藍本製造了阿童木。阿童木擁有十萬匹馬力、飛行能力和全世界最好的人工大腦等先進技術，而其性格純潔善良並具有極大的正義感，致力於創造機器人和人類可以成為朋友的世界，反對暴力傷害機器人或人類，目前正和茶水博士住在一起。
茶水博士（配音：勝田久；台灣：孫中台）
機器人科學家，也是現任科學部部長。他是第一個機器人身上感受到“機器人也有自己的心靈“的人，使他認為機器人也需要人權。茶水博士一直致力推廣機器人與人類平等思想，並在結局中代表全人類發表《機器人共同宣言》，拉下了人類和機器人互相扶持、和平共處的新時代的序幕。
如月夕子（配音：川瀨晶子；台灣：詹雅菁；香港：梁少霞）
本作原創角色，科學部秘書。是一個勤奮工作的年輕女性，非常重視時間表和工作截止日期。平常為茶水博士安排日程和處理文書工作，也會為阿童木他們提供有用的建議，偶爾會和阿童木一起冒險。
烏蘭（配音：丸山美紀；台灣：林美秀；香港：劉惠雲）
茶水博士為阿童木製作的妹妹機器人，具有50,000匹馬力的，但沒有像阿童木這樣的飛行能力和武器。烏蘭性格上有點任性和自私的人，但仍然有溫柔善良的一面。會為阿童木作為他的哥哥而感到自豪，但是討厭人們把她與阿童木相提並論。在本作中烏蘭具有與動物溝通的能力。
洛拉
家務機器人，負責管理茶水博士家裏屋所有家務。它還擔任阿童木和烏蘭的育兒和教育機器人，平常忙著照顧茶水博士他們。
小桃
最先進的鴕鳥式移動機器人，夕子的助手和寵物，夕子所有工作資料都儲存在小桃的電腦中。可以變為屏幕查看御茶水醫生的日程安排、健康資料等，也可以收看電視節目。

### 阿童木的朋友和同伴
四部桓
阿童木的小學同學，在第3集登場。受父親影響，認為機器人只是人類的工具，因此最初十分排斥阿童木。後來被阿童木拯救後對其改觀，並親切地對待阿童木和機器。是一個好奇心旺盛但卻十分膽小的男生，經常與阿童木、玉男和健一一起騎着多人腳踏式飛行器四出冒險。與原作不同，本作中四部桓膚色較白，外貌更接近歐美白人。
健一
阿童木的小學同學，在第3集登場。十分聰明，經常充當每個人的調解員。個性善良體貼，他不但不排斥阿童木，反而像對待人類一樣親切地對待他。擅長運動，未來的夢想是成為一名足球員。經常與阿童木、玉男和四部垣一起騎着多人腳踏式飛行器四出冒險。與原作不同，本作中健一膚色黝黑，外貌更接近拉美裔或非洲裔人士。
玉男
阿童木的同學，性格慌慌張張，在第3集登場。為一位機器人愛好者，特非常崇拜阿童木。在家裏創造了一台多人腳踏式飛行器，經常與阿童木、健一和四部垣一起騎着它四出冒險。
里諾
自幼被父母拋棄，由機器人馬戲團的一名成員撫養長大的歲少年。他像家人一樣珍惜機器人。在某個事件中，他遇見了阿童木，並在茶水博士幫助下在大都會市修讀機器人工程學，在機器坦尼亞國動亂期間，他帶着艾娜前往南極，阻止雷德將軍與機器人的戰爭。
田鷲
大都會市的警察，階級為警部。本作中田鷲警部對機器人的接受程度比原作高，他很快便信任了阿童木和德爾塔。但是他的為人仍然是非常現實，對上級的命令會嚴格遵從，使他有時候也會妨礙阿童木。特別討厭作惡多端的罪犯史肯克，決心逮捕史肯克並把他永遠關在監獄。
德爾塔
機器人警察，大都會市警方針對機器人犯罪的機器人警察特戰隊（Anti-Robot Robot Squad)隊長，是一個固執但充滿熱誠的機器人，也是阿童木的盟友。
艾普西隆
環境觀察機器人，擅長分析對手的行為模式以識別躲藏範圍，以及使用天氣傳感器分析自然狀況以利用“地理優勢”。 儘管一台個性溫柔、善良、討厭戰鬥的非戰鬥型機器人，但艾普西隆擁有強大的力量，還可以用子大砲攻擊。與原作不同，本作中艾普西隆的性別被改為女性。
艾娜
雷德將軍的女兒，性格溫柔。與父親相反，艾娜並十分喜歡機器人，並視其機器人管家基普為最要好的朋友，對父親企圖趕走基普感到不滿，後來在樓梯上不慎跌倒昏迷，因而成為了聯邦議會銷毀所有AI機器人、青騎士與人類決裂、機器人在南極宣佈獨立建國及雷德將軍率領軍隊向機器人發動戰爭等一系列事件的導火線。甦醒後遇見了里諾，並和他一起前往南極阻止雷德將軍。

### 機器人
阿特拉斯
大富豪德川為復活因交通意外而逝世兒子的大地，因而要求天馬博士製作的機器人，但是天馬博士卻私下擅自改造為戰鬥機器人，使其智慧和能力媲美阿童木。由於擁有大地與父親不和、長年孤獨寂寞的記憶，因此他對父親德川等人類充滿了仇恨，並一再企圖傷害他們，均被阿童木製止而以失敗告終。於劇情中後期被阿童木感化，成為了阿童木的朋友，並在機器坦尼亞國動亂中與一眾機器人保衛機器坦尼亞國。漫畫版增加了與父親和好，並繼承家業的情節。
布魯圖
夏特製造的機器人，其使命是成為世界上最強大的機器人。布魯圖打敗了各地最強大的機器人，但是當布魯圖與阿童木對戰時，布魯圖的電子大腦中“友誼”和“朋友”的意識開始不斷發展，使他對“戰鬥”存有疑慮，被阿童木打敗後掉進火山中毀滅，但後來被人重建，在機器坦尼亞國動亂中與一眾機器人保衛機器坦尼亞國。與原作不同，本作中布魯圖造型酷似公牛。
青騎士
在本作中後期作為主要角色登場。一個神秘的藍色騎士機器人，當有機器人被人類虐待時，他便會出現並救出機器人。武器為可以通過收集電擊來發射光束的軍刀。最初它是一個非法機器人角鬥場的維修用機器人，負責修復在機器人角鬥場中損毀的玩家機器人，但無法忍受機器人角鬥場一而再再而三的傷害機器人，因此計劃背叛主人以解放所有被虐待的機器人，最終因計劃失敗而被扔進了太空。後來被夏特改造成戰鬥機器人，並被賦予了青騎士的名字，從此極力爭取機器人的權利和自由，為此甚至不惜使用武力消滅一切妨礙者。
儘管他也從一開始就與阿童木意見不合，但雙方偶然會一起合作拯救機器人。當聯邦議會裁定基普傷害人類罪成並下令銷毀所有AI機器人時，青騎士因此與人類徹底決裂，決定不惜和人類展開全面戰爭以解放機器人，不久便襲擊了機器人分解工廠，帶走了所有將被銷毀的AI機器人。隨後和一眾機器人於南極建立“機器坦尼亞國“並向人類宣佈獨立，並和雷德將軍率領的人類軍方精銳部隊展開了激烈的戰鬥。但在目睹阿童木不惜冒險向他勸說以及基普對人類與機器人和平共處的願望後被他們打動，因此同意終結戰爭。其後支持夏特的理念，與其他留在機器坦尼亞國的機器人一起前往外太空，尋找適合機器人居住的理想之地。
夏特
天馬博士製造的機器人科學家，亞特拉斯和布魯圖的創造者，和阿童木一樣會自我進化的機器人，天馬博士希望夏特可以製造更強大的機器人以逼使阿童木進化。起初夏特按照天馬博士的指示行事，引起了各種混亂，但是當他觀看阿童木的戰鬥時，他的想法開始改變，思維模式愈來愈接近人類。夏特亦是青騎士的創造者，但與青騎士不同，夏特認為武力衝突是不必要的。在機器坦尼亞國動亂中，夏特脫離了天馬博士的掌控，最終和阿童木達成和解，並與青騎士以及其他留在機器坦尼亞國的機器人一起前往外太空，尋找適合機器人居住的理想之地。

### 反派
天馬博士（配音：大和田伸也；台灣：符爽；香港：陳欣）
天才科學家和前科學部部長，也是阿童木的創造者，本作最大反派。個性傲慢、自我中心而且極為厭惡人類。出任科學部部長期間，天馬博士著手開發可以替代因事故而死的飛雄的智能機器人，阿童木因此而誕生，但隨著他的成長，阿童木逐漸不滿天馬博士過強的控制欲。雙方矛盾最終因為天馬擅自銷毀了阿童木的機器人管家洛比泰而爆發，天馬因忍受不了阿童木脫離其掌控而摧毀了阿童木，不久便遭到科學部放逐。後來，天馬博士從阿童木身上看到其擁有“超越人類”的潛力，使他逐漸痴迷於讓機器人成為”神”的瘋狂夢想，並企圖讓機器人（包括阿童木）統治著整個世界。 為了使阿童木成為最強大的機器人，他製造了機器人夏特，並向夏特灌輸了自己的全部記憶，希望假借夏特之手製造各種各樣的強大機器人，迫使阿童木在與他們戰鬥時進化，以成為機器人之王，好讓自己成為機器人之神。但是在機器坦尼亞國動亂期間，阿童木拒絕遵從天馬的瘋狂野心並再一次的脫離了天馬的掌控，加上夏特的背叛，使天馬的野心徹底破滅。
後來阿童木為保護機器坦尼亞國而被導彈摧毀，天馬博士通過改寫其程序並植入飛雄的記憶而得以復活，但是卻失去了過往的所有記憶。後來由於蘭普的襲擊，阿童木回復記憶並再一次離開天馬博士，大受打擊的天馬博士便攻佔了科學部，並威脅科學部及鄰近地區夷為平地，要求阿童木到第七工廠與他會面。 天馬終於透露了放棄阿童木的原因和野心，並誘導阿童木訓斥自己，好讓自己死心，並炸毀科學部自殺，但是阿童木仍然拯救了天馬博士，更承認了天馬博士是自己的父親、希望他不要死，使天馬徹底醒悟。在被捕之前，天馬博士把阿童木託咐給茶水博士，並反省自己不是一個合格的父親。
蘭普
社會時事評論員、企業家及地球聯邦議會議員。蘭普是堅定的人類至上主義者，非常厭惡人工智能機器人，進入政壇後便成為了排斥AI機器人運動的先驅者。但是他反對機器人的動機源於逃避對機器人見死不救的心理創傷（蘭普年輕時因飛機失事而流落荒島，並被荒島上的機器人所救，但在救援隊抵達荒島及島上火山瀕臨爆發時被迫拋棄了曾經拯救了他的機器人朋友）。為逃避心理創傷，蘭普麻醉自己認為“機器人是工具。他們沒有也不需要心靈”，從此便投身於反機器人主義之中。在機器坦尼亞國事件中，正是蘭普刻意誤導雷德將軍和聯邦議會、策劃一系列恐怖活動及操縱媒體誘導輿論反對機器人，直接導致聯邦議會通過銷毀所有AI機器人、青騎士與人類決裂以及人類與機器人之間的戰爭爆發。儘管他成功用導彈摧毀了阿童木並以此為傲，但機器坦尼亞國事件後機器人的地位不跌反升，曾與他合作的政商界代表亦為免社會地位不保而拋棄了蘭普，從此他便失去了所有的名聲和地位。結果惱羞成怒的蘭普登上了機甲，襲擊天馬博士和阿童木並企圖殺死他們。但是烏蘭和阿童木的朋友們重新喚起了阿童木的記憶，阿童木因而擊敗了蘭普。最後被警察逮捕時，蘭普仍然堅稱自己是”為人類的榮譽而戰鬥”，隨即遭田鷲警部反駁：“你沒有資格談論人類的榮譽。”
草井史肯克
無惡不作的罪犯，個性殘酷而扭曲的個性，多次企圖征服世界，是一個徹底的拜金主義者。他經常利用機器人進行犯罪活動謀利，但是每次都被阿童木制止，使他十分討厭阿童木。雖然他並不討厭機器人，但是當機器人失去利用價值時，史肯克會毫不留情地背棄它們。最終在第二十七集被伴俊作和阿童木制服而被捕。
加藤博士
科學部前研究員，一名瘋狂的炸彈狂魔，認為破壞是最好的藝術。他雖然經常與蘭普合作，但是對反機器人主義不感興趣，僅對爆破感興趣。最終，在利用空中機雷妨礙警方追捕蘭普時遭田鷲警部槍擊，隨後被機器警察拘捕。
洛克
一位神秘男子，年幼時即為孤兒，企圖藉由火鳥穿越異次元隧道。看上了小金剛，想拉攏他達成目的，最後因小金剛和火鳥得知自己為什麼從小是孤兒的原因並找回了良心，並被田鷲警部逮捕。

### 其他角色
伴俊作
如月夕子的叔叔，是一位私家偵探，在大都會市設有辦公室。自稱自己討厭所有新興事物，包括機器人在內，但在與阿童木相處後逐漸對機器人改觀。具有非凡的洞察力和推理能力，曾協助警方逮捕史肯克。和原作不同，本作中伴俊作並沒有在阿童木他們就讀的學校任教，戲分也遠比原作和1980年動畫版少。
雷德將軍（配音：石田太郎）
地球聯邦軍高級將領，也是艾娜的父親。非常厭惡機器人，甚至因為機器人管家基普和艾娜過於親密而有意趕走基普。後來艾娜不慎跌倒昏迷後便認為是基普畜意所為，加上受蘭普議員誤導，因此雷德將軍便以為AI機器人對人類有害，促成聯邦議會決議銷毀所有AI機器人，繼而導致青騎士與人類決裂。青騎士與一眾機器人在南極獨立建國後，雷德將軍便極力主張採取強硬措施應對，並向機器人宣戰，更親率領軍方精鋭部隊對機器坦尼亞國發起攻勢。
里昂（配音：龜井三郎）
地球聯邦議會議長。里昂和雷德將軍一樣一度受蘭普議員誤導，而在議會上裁定基普傷害人類罪成及通過了銷毀所有AI機器人的議案，直接導致了青騎士與人類徹底決裂。青騎士宣佈獨立建國後，里昂接受了雷德將軍的提案，委任他為聯邦軍精鋭部隊「尤利西斯」的指揮權並向機器坦尼亞國發動戰爭。在戰局陷入僵持後、議會爭論下一步行動時，里昂率先表示完全尊重雷德將軍的判斷，更批准了推舉阿童木為和平大使的提議。在目睹阿童木希望人類與機器人和平共處的強烈意願後被其打動，因此宣佈全面結束戰爭，更在結局中於議會通過了《機器人共同宣言》，正式賦予所有機器人與人類平等的地位和權利，反映其為人雖然過分死板，但仍然是十分公正的。
德川
大都會市能源大亨，育有一子大地。

## 各集标题
| 话数 | 标题 | 脚本                              | 分镜                         | 演出         | 作画监督          |
| ---- | ---- | --------------------------------- | ---------------------------- | ------------ | ----------------- |
| 1    |      | 小中千昭                          | 望月敬一郎                   | 望月敬一郎   | 瀬谷新二          |
| 2    |      | 小中千昭                          | 前園文夫                     | 前園文夫     | 瀬谷新二          |
| 3    |      | 小中千昭                          | 森田浩光                     | 鈴木幸雄     | 宍倉敏            |
| 4    |      | 太田愛                            | 吉村文宏                     | 望月敬一郎   | 瀬谷新二          |
| 5    |      | 太田愛                            | 古瀬登                       | 鈴木幸雄     | 瀬谷新二          |
| 6    |      | 長谷川圭一                        | 桑原智                       | 桑原智       | 西田正義          |
| 7    |      | 長谷川圭一                        | 桑原智                       | 桑原智       | 西田正義          |
| 8    |      | 村井貞之                          | 森田浩光                     | 鈴木幸雄     | 宍倉敏            |
| 9    |      | 村井貞之                          | 出崎統                       | 吉村文宏     | 内田裕            |
| 10   |      | 長谷川圭一                        | 鈴木幸雄                     | 鈴木幸雄     | 宍倉敏            |
| 11   |      | 太田愛                            | 山崎和男                     | 山崎和男     | 瀬谷新二          |
| 12   |      | 古怒田健志                        | 西田正義                     | 高橋滋春     | 清水恵蔵 鈴木伸一 |
| 13   |      | 太田愛                            | 鈴木幸雄                     | 鈴木幸雄     | 宍倉敏            |
| 14   |      | 小中千昭                          | 山崎和男                     | 山崎和男     | 瀬谷新二          |
| 15   |      | パメラ・ヒッケイ デニー・マッコイ | 西田正義                     | 鈴木卓夫     | 西田正義          |
| 16   |      | 太田愛                            | 桑原智                       | しのゆきひろ | 瀬谷新二          |
| 17   |      | 長谷川圭一                        | 西田正義                     | しのゆきひろ | 西田正義          |
| 18   |      | 長谷川圭一                        | 西田正義                     | しのゆきひろ | 西田正義          |
| 19   |      | マーク・ハンドラー                | しのゆきひろ                 | しのゆきひろ | 杉野昭夫          |
| 20   |      | 小林弘利                          | 桑原智                       | 平田敏夫     | 吉村昌輝          |
| 21   |      | 長谷川圭一                        | 桑原智                       | 石踊宏       | 金沢比呂司        |
| 22   |      | 太田愛                            | 鈴木幸雄                     | 鈴木幸雄     | 宍倉敏            |
| 23   |      | 小林弘利                          | 山崎和男                     | 山崎和男     | 古瀬登            |
| 24   |      | 長谷川圭一                        | 鈴木幸雄                     | 鈴木幸雄     | 宍倉敏            |
| 25   |      | 小林弘利                          | 西田正義                     | 山崎和男     | 西田正義          |
| 26   |      | 太田愛                            | 桑原智                       | 桑原智       | 加藤茂            |
| 27   |      | 長谷川圭一                        | 鈴木幸雄                     | 鈴木幸雄     | 宍戸敏            |
| 28   |      | 太田愛                            | 桑原智                       | 吉村文宏     | 瀬谷新二          |
| 29   |      | 長谷川圭一                        | 鈴木卓夫                     | 波多正美     | 寺沢伸介          |
| 30   |      | 小林弘利                          | 西田正義                     | 高橋滋春     | 清水恵蔵          |
| 31   |      | 太田愛                            | 平田敏夫                     | 成川武千嘉   | 柳瀬譲二          |
| 32   |      | 長谷川圭一                        | 西田正義                     | 鈴木幸雄     | 宍倉敏            |
| 33   |      | 小林弘利                          | 竹内啓雄                     | 竹内啓雄     | 内田裕            |
| 34   |      | 村井さだゆき                      | 森田浩光                     | 津田義三     | 西城隆詞          |
| 35   |      | 村井さだゆき                      | 森田浩光                     | 三家本泰美   | 西城隆詞          |
| 36   |      | 小林弘利                          | 山崎和男                     | 山崎和男     | 古瀬登            |
| 37   |      | 長谷川圭一                        | 西田正義                     | 古橋一浩     | 清水恵蔵          |
| 38   |      | マーク・ハンドラー                | 西田正義                     | 渕上真       | 古佐小吉重        |
| 39   |      | ラリー・ビスコフ                  | 森田浩光                     | 竹内啓雄     | 杉野昭夫          |
| 40   |      | 長谷川圭一                        | 桑原智                       | 桑原智       | 吉村昌輝          |
| 41   |      | 太田愛                            | 望月智充                     | 水野健太郎   | 古佐小吉重        |
| 42   |      | 長谷川圭一                        | 吉村文宏                     | 津田義三     | 西城隆詞          |
| 43   |      | 太田愛                            | 山崎和男                     | 山崎和男     | 古瀬登            |
| 44   |      | 太田愛                            | 平田敏夫                     | 橋本三郎     | 西城隆詞          |
| 45   |      | 太田愛                            | 吉村文宏                     | 吉村文宏     | 杉野昭夫          |
| 46   |      | 長谷川圭一                        | 西田正義                     | 鈴木卓夫     | 西田正義          |
| 47   |      | 長谷川圭一                        | 西田正義                     | 滝沢潤       | 柳瀬譲二          |
| 48   |      | 長谷川圭一                        | 西田正義                     | 西田正義     | 鈴木卓夫          |
| 49   |      | 長谷川圭一                        | 山崎和男                     | 山崎和男     | 瀬谷新二          |
| 50   |      | 長谷川圭一                        | 小中和哉 望月敬一郎 瀬谷新二 | 望月敬一郎   | 瀬谷新二          |

## 主题曲

### 片头曲
前期、後期
「true blue」
作詞：町田紀彦 / 作曲：町田紀彦、吉松隆 / 編曲：山原一浩 / 主唱：ZONE
中期
「Now or Never」
作詞：m-flo、化学超男子 / 作曲、編曲：m-flo / 主唱：化学超男子 meets m-flo
香港TVB版本
「滿天飛」
填詞：藍奕邦、盧巧音 / 編曲：梁翹柏 / 主唱：盧巧音
台湾版本
「true blue」
填詞：陳忠義 / 編曲：王治平 / 主唱：楊丞琳

### 片尾曲
前期
「BOY'S HEART」
作詞、作曲：藤井フミヤ / 編曲：屋敷豪太 / 主唱：藤井フミヤ
後期
「铁臂阿童木」（スカパンクバージョン）
作詞：谷川俊太郎 / 作曲：高井達雄 / 編曲：ha-j / 主唱：ZONE&Run Time All Stars
「铁臂阿童木」（バラードバージョン）
作詞：谷川俊太郎 / 作曲：高井達雄 / 編曲：山原一浩 / 主唱：ZONE

## 外部連結
- ASTRO BOY　鉄腕アトム - ソニー・ピクチャーズ エンタテインメント （页面存档备份，存于）
- ASTRO BOY　鉄腕アトム - 手塚プロダクション （页面存档备份，存于）
- ASTRO BOY　鉄腕アトム - フジテレビ （页面存档备份，存于）
- ASTRO BOY　鉄腕アトム - アニマックス
- ASTRO BOY　鉄腕アトム - allcinema
- 互联网电影数据库（IMDb）上《Astro Boy》的资料（英文）

| 香港無綫電視翡翠台 星期二、四 17:05-17:35節目 | 香港無綫電視翡翠台 星期二、四 17:05-17:35節目 | 香港無綫電視翡翠台 星期二、四 17:05-17:35節目 |
| --------------------------------------------- | --------------------------------------------- | --------------------------------------------- |
|                                               | 小飛俠．阿童木 (2003年12月9日-2004年6月10日)  |                                               |
| 多啦A夢                                       | 機動戰士特種計劃                              |                                               |

| 香港無綫電視明珠台 星期一至五 17:05-17:30節目 | 香港無綫電視明珠台 星期一至五 17:05-17:30節目 | 香港無綫電視明珠台 星期一至五 17:05-17:30節目 |
| --------------------------------------------- | --------------------------------------------- | --------------------------------------------- |
|                                               | 小飛俠．阿童木 (2006年7月11日-2006年9月18日)  |                                               |
| 黑超救地球                                    | 蛛兒網友                                      |                                               |